# Zonenmeisterschaft
Als Zonenmeisterschaft bezeichnet man Sportwettbewerbe zur Erlangung des höchsten Titels innerhalb der nach dem Zweiten Weltkrieg eingerichteten Besatzungszonen in Deutschland. In einzelnen Sportarten und in einzelnen Staaten (wie z. B. in Rallycrosssport in Europa und im Faustball in der Schweiz) existieren hiervon abweichende Definitionen des Begriffes Zonenmeisterschaft.

## Allgemein
Entsprechend der politischen Aufteilung Deutschlands nach dem Zweiten Weltkrieg westlich der Oder-Neiße-Linie in vier Besatzungszonen (abgesehen vom Saarland und etwa 10 sonstigen abgetrennten kleinen Gebieten) wurden auch in vielen Sportarten, wie beispielsweise in der Leichtathletik, im Fußball, Handball und Eishockey, Meisterschaften in einzelnen Zonen durchgeführt.
Im Einzelnen gab es folgende Zonenmeisterschaften:
- die britische Zonenmeisterschaft, mitunter auch als Nordwest-Zonenmeisterschaft bezeichnet
- die amerikanische Zonenmeisterschaft, mitunter auch als Südzonenmeisterschaft/Süd-Zonenmeisterschaft oder Südostzonenmeisterschaft bezeichnet
- die französische Zonenmeisterschaft, mitunter auch als Südwest-Zonenmeisterschaft bezeichnet
- die sowjetische Zonenmeisterschaft, die man üblicherweise als Ostzonenmeisterschaft bezeichnet
- die Berliner Stadtmeisterschaft in der in vier Sektoren aufgeteilten ehemaligen und heutigen Hauptstadt (teilweise auf die drei Westsektoren beschränkt)

In einigen Sportarten wichen räumlich die Zonenmeisterschaften von den administrativen Zonen ab, fanden aber jedenfalls ohne die sowjetische Zone (ohne Ost-Berlin) statt. Der Begriff Südzonenmeisterschaft wurde nicht ausschließlich als Synonym für eine Meisterschaft in der amerikanischen Zone verwendet (s. o.), sondern mitunter auch für die gemeinsame Meisterschaft der amerikanischen und der französischen Zone. Bei einer Bizonenmeisterschaft handelt es sich um eine gemeinsame Meisterschaft mit Vertretern der britischen und der amerikanischen Zone.
Die Stadt Bremen (amerikanische Zone) wie das übrige Land Bremen (bis Dezember 1945 und wieder ab 1. April 1947 amerikanische Zone) nahmen überwiegend an den britischen Zonenmeisterschaften teil.
Die Zeiträume durchgeführter Zonenmeisterschaften schwankten nach Sportarten und Zonen.
Als Ostzonenmeisterschaft wurden übrigens in einzelnen westdeutschen Medien auch noch jahrzehntelang die DDR-Meisterschaften genannt.

## Fußball
Im Fußball begannen die Wettbewerbe um die einzelnen Zonenmeisterschaften zwischen der Saison 1945/46 und der Saison 1947/48. Im Anschluss an die Zonenmeisterschaften 1947/48 wurde bereits die erste deutsche Meisterschaft nach dem Zweiten Weltkrieg ausgetragen, für die auch der Meister der sowjetischen Zone SG Planitz qualifiziert war, aber kurzfristig keine Reisegenehmigung erhielt.

### Amerikanische Zone
In der amerikanischen Zone wurde bereits in der Saison 1945/46 die Fußball-Oberliga Süd eingeführt, die die gesamte Zone umfasste und deren Meister damit de facto die amerikanische Zonenmeisterschaft gewann.
Zonenmeister wurden:
- 1945/46: VfB Stuttgart
- 1946/47: 1. FC Nürnberg
- 1947/48: 1. FC Nürnberg

### Französische Zone
Ähnlich wie in der amerikanischen Zone sah es in der französischen aus – mit dem Unterschied, dass die 1945 gegründete, erst später so genannte Fußball-Oberliga Südwest zunächst zweigleisig spielte (Nord und Süd, entsprechend der geografischen Zweiteilung der Zone) und die Südstaffel sich in der ersten Saison sogar in mehrere Staffeln („Gruppen“) aufteilte, so dass Endspiele um die französische Zonenmeisterschaft notwendig waren. Obwohl das Saarland bereits im Januar 1946 aus der französischen Besatzungszone ausgegliedert und als Saarprotektorat eine autonome Region mit ab 1947 eigener Staatsbürgerschaft wurde, spielten die saarländischen Vereine bis einschließlich 1947/48 im Ligasystem der französischen Zone weiter mit.
Zonenmeister wurden:
- 1945/46: 1. FC Saarbrücken
- 1946/47: 1. FC Kaiserslautern
- 1947/48: 1. FC Kaiserslautern
- 1948/49: 1. FC Kaiserslautern
- 1949/50: 1. FC Kaiserslautern

### Britische Zone
Vergleichsweise schwieriger als in der amerikanischen und französischen Zone war der Fußball-Neustart in der britischen, wo erst ein Jahr später im Fußball die erste Zonenmeisterschaft ausgetragen wurde. 1946/47 nahmen an der Finalrunde (einschließlich einer vorgeschalteten Qualifikationsrunde) die Meister und Vizemeister der sechs zuvor durchgeführten Landesmeisterschaften (Schleswig-Holstein, Hamburg, Niedersachsen einschließlich Bremen, Westfalen, Mittelrhein und Niederrhein) – also 12 Vereine – teil, 1947/48 die jeweils vier erstplatzierten der neu eingeführten Fußball-Oberliga Nord und Fußball-Oberliga West.
Zonenmeister wurden:
- 1946/47: Hamburger SV
- 1947/48: Hamburger SV

### Berlin
In der Vier-Sektoren-Stadt Berlin begann der Ligaspielbetrieb schon 1945/46 – zunächst in mehreren Staffeln, so dass zur Ermittlung des Stadtmeisters eine Finalrunde notwendig war. Ab 1946/47 gab es eine eingleisige Berliner Stadtliga (die unkorrekt zum Teil schon ab 1946/47 als Oberliga bezeichnet wird). Bis einschließlich der Saison 1949/50 gehörten der Liga Vereine (anfangs: kommunale Sportgruppen) aus allen vier Berliner Sektoren an.
Gesamt-Berliner Stadtmeister wurden:
- 1945/46: SG Wilmersdorf (entsprach ungefähr dem Berliner SV 92)
- 1946/47: SG Charlottenburg (entsprach ungefähr Tennis Borussia)
- 1947/48: SG Oberschöneweide (Union Oberschöneweide, an deren Tradition der heutige 1. FC Union Berlin anknüpft)
- 1948/49: Berliner SV 92
- 1949/50: Tennis Borussia Berlin

### Sowjetische Zone
Die erste Ostzonenmeisterschaft wurde erst am Ende der Saison 1947/48 ausgetragen. Qualifiziert waren jeweils 10 Mannschaften: die Landesmeister und Vizemeister; Austragungsmodus das K.-o.-System. Teilweise mussten die Landesmeister und -vizemeister selbst erst in einem K.-o.-System-Wettbewerb ermittelt werden.
Zonenmeister wurden:
- 1948: SG Planitz
- 1949: ZSG Union Halle

## Handball

### Britische Zone, Berlin u.a.
In drei Handballdisziplinen – Feldhandball der Männer (Großfeld), Hallenhandball der Männer und Feldhandball der Frauen (Großfeld) wurden ab 1946 bzw. ab 1947 (im Hallenhandball der Männer) im K.-o.-System Titelkämpfe ausgetragen, deren Gewinnern damals der Titel „Deutscher Meister“ verliehen wurde, die aber selbst unterschiedlich bezeichnet werden wie u. a.: DAH-Meisterschaft, Zonenmeisterschaft, britische Zonenmeisterschaft, deutsche Meisterschaft, Interzonenmeisterschaft. De facto treffen ebenfalls gebrauchte Bezeichnungen wie offene britische Zonenmeisterschaft oder Offene Meisterschaften in der britischen Zone den Sachverhalt am genauesten: an den Meisterschaften konnten auch Vereine aus Berlin (mit Ausnahme der brandenburgischen Vereine, die – wie etwa Sparta Bernau – zunächst nach dem Zweiten Weltkrieg am Berliner Spielbetrieb teilnahmen und möglicherweise auch schon bewusst der Ost-Berliner Vereine: 1947 nahm der Berliner Meisterschaftsdritte SC Spandau-Neustadt als bester West-Berliner Verein teil), die Bremer Vereine sowie Vereine aus einzelnen Regionen der amerikanischen und französischen Zone (wie beispielsweise der zweifache Vizemeister (1947 und 1948) und Bizonenmeister 1946 der Herren im Großfeld SV Waldhof Mannheim) an den Start gehen.
Ausrichter der Saison 1946/47 war der im Herbst 1946 in Hamburg gegründete „Deutsche Arbeitsausschuß für Handball in der Britischen Zone“ (DAH, DAHBZ), Ausrichter der folgenden Meisterschaften der im August 1947 in Kettwig als Nachfolgeorganisation ins Leben gerufene „Deutsche Arbeitsausschuß für Handball“ (DAH).
Die Zonenmeister-Titel im Hallenhandball der Männer gelten nur als inoffizielle deutsche Meisterschaften, weil der 1949 gegründete Deutsche Handballbund (DHB) sie nicht anerkannte und sie nicht in seiner Statistik führt. Im Gegensatz zu den Hallenhandballtiteln führt der DHB die DAH-Feldhandballmeistertitel der Männer und Frauen 1947 bis 1949 in seiner Statistik ohne besondere Anmerkung als „Deutsche Meister“ auf, und rechnet auch diese Titel den entsprechenden Vereinen zu (THW Kiel Deutscher Meister 1948, 1950). Demgegenüber heißt es auf den Seiten von Handballdaten.de/bundesligainfo.de aber, dass diese Titel nicht vom DHB anerkannt seien.
Einen Vorlauf zur offenen Meisterschaft in der Britischen Zone im Großfeld-Handball gab es bereits im Herbst 1946. Dabei besiegte der Sportring 33 Gevelsberg im Endspiel um die (rein) Britische Zonenmeisterschaft den Flensburger TB 11:7. Im Endspiel um die anschließende Bizonenmeisterschaft gewann der Zonenmeister der Amerikanischen Zone SV Waldhof Mannheim gegen die Gevelsberger mit 11:4 (13. Oktober 1946). 1947 fand zusätzlich zu der offenen britischen Meisterschaft eine getrennte Britische Zonenmeisterschaft ausschließlich mit Vereinen aus der britischen Zone statt.
Meister:
Feldhandball Männer (Großfeld):
- Saison 1946 I: Sportring 33 Gevelsberg (nur britische Zone, keine offene Meisterschaft)
- Saison 1946 II: SV Waldhof Mannheim (Bizonenmeister)
- Saison 1947 I: RSV Mülheim (nur britische Zone, keine offene Meisterschaft)
- Saison 1947 II: RSV Mülheim (offene Meisterschaft)
- Saison 1948: THW Kiel (offene Meisterschaft)
- Saison 1949: RSV Mülheim (offene Meisterschaft)

Hallenhandball Männer:
- Saison 1947/48: SG Wilmersdorf (nach 1948 wieder Berliner SV 1892)
- Saison 1948/49: RSV Mülheim

Feldhandball Frauen (Großfeld)
- Saison 1947: SV 04 Düsseldorf
- Saison 1948: SV 04 Düsseldorf
- Saison 1949: Schwarz-Weiß Barmen

### Amerikanische Zone
Eine amerikanische Zonenmeisterschaft im Großfeldhandball der Männer fand (zumindest) 1946 statt. Der Sieger SV Waldhof Mannheim spielte anschließend gegen den Britischen Zonenmeister die Bizonenmeisterschaft aus (siehe unter „Britische Zone“).
Meister:
- 1946: SV Waldhof Mannheim

### Südzonenmeisterschaft
In Teilen der amerikanischen Zone und der französischen Zone (Südregion) fand (zumindest) 1946 eine Südzonenmeisterschaft im Großfeldhandball zumindest bei den Männern statt. In den Endspielen besiegte der TSV Rot-Weiß Lörrach der gegnerische Mannschaft aus Tübingen auswärts mit 8:6 (25. April 1948) und daheim mit 7:4 (2. Mai 1948).
Meister:
- 1948: TSV Rot-Weiß Lörrach

### Französische Zone
In der französischen Besatzungszone kam es im Großfeld-Handball im Anschluss an die Südzonenmeisterschaft (s. o.) zur Ausspielung eines separaten Zonenmeisters der französischen Zone. Dabei unterlag auswärts der Südzonenmeister TSV Rot-Weiß Lörrach der SG Haßloch am 9. Mai 1948 mit 11:7 und spielte am 16. Mai 1948 zuhause gegen Haßloch 11:11. Haßloch war damit für die Teilnahme an der DAH-Meisterschaft 1948 (s. o.) qualifiziert, erhielt aber keine Teilnahmegenehmigung.
Meister:
- 1948: SG Haßloch

### Sowjetische Zone
Nach dem gleichen Austragungsmodus wie im Fußball fanden ab 1947/48 in der Sowjetischen Besatzungszone Ostzonenmeisterschaften im Großfeldhandball der Männer statt:
Meister:
- 1947/48: ZSG Schuhmetro Weißenfels
- 1948/49: BSG Buckau-Wolf Fermersleben Magdeburg

## Eishockey

### Bizone
Im Eishockey fanden Bizonenmeisterschaften der Vereine der britischen Zone und der amerikanischen Zone (zumindest) Ende 1946 statt. Über den genauen Status der Bizonen-Meisterschaft wie auch vor allem über eine Ende 1946 ausgetragene so genannte Deutsche Meisterschaft – wiederum nur unter Vereinen der Bizone (Sieger: SC Riessersee) – existieren widersprüchliche Angaben. Hinweise existieren darauf, dass die Deutsche Eishockey-Meisterschaft 1947 zumindest als Bizonenmeisterschaft geplant war, möglicherweise auch als solche in den Vorrunden gestartet wurde und eventuell auch als Offene Bizonenmeisterschaft beendet wurde – neben Vertretern aus der Bizone nahmen nur der Berliner Stadtmeister  SG Eichkamp und der  EC Schwenningen aus der französischen Besatzungszone teil. Unter dem Hinweis, es handele sich um eine Bizonenmeisterschaft, lehnten es der  Krefelder EV und die Düsseldorfer EG ab, in der Nordwest-Vorrunde gegen den Berliner Stadtmeister anzutreten.
Meister:
- 1946: Krefelder EV
- 1947: SC Riessersee

### Berlin
Die Berliner Stadtmeisterschaft wurde (zumindest) 1946/47 und 1947/48 ausgetragen.
Meister:
- 1947:  SG Eichkamp (entsprach dem Berliner Schlittschuhclub)
- 1948: SG Eichkamp

### Sowjetische Zone
In der sowjetischen Zone kam es Anfang 1949 zu einer einzigen Ostzonenmeisterschaft im Eishockey:
Meister:
- 1949: SG Frankenhausen